# Катастрофа DC-8 в Токио (1966)
Катастрофа DC-8 в Токио — крупная авиационная катастрофа, произошедшая в пятницу 4 марта 1966 года в аэропорту Токио. Авиалайнер Douglas DC-8-43 авиакомпании Canadian Pacific Air Lines выполнял межконтинентальный рейс CP402 по маршруту Гонконг—Токио—Ванкувер, но при посадке в Токио в сложных погодных условиях врезался в волноотбойную стену и разрушился. Из находившихся на его борту 72 человек (62 пассажира и 10 членов экипажа) выжили 8.

## Самолёт
Douglas DC-8-43 (заводской номер 45761, серийный 237) был выпущен 7 сентября 1965 года. 14 октября того же года был передан авиакомпании Canadian Pacific Air Lines, где получил бортовой номер CF-CPK (лётный номер 606) и имя Empress of Edmonton. Оснащён четырьмя турбовентиляторными двигателями Rolls-Royce Conway 508-12. На день катастрофы налетал 1792 часа.

## Экипаж
Состав экипажа рейса CP402 был таким:
- Командир воздушного судна (КВС) — 57-летний Сесил Н. Макнил (англ. Cecil N. McNeal). Очень опытный пилот, налетал 26 564 часа, 4089 из них на Douglas DC-8.
- Второй пилот — 58-летний Чарльз Ф. К. Мьюз (англ. Charles F. K. Mews). Очень опытный пилот, налетал 19 789 часов, 3071 из них на Douglas DC-8.
- Бортинженер — 34-летний Уильям Дж. Робертсон (англ. William J. Robertson). Налетал 7992 часа, 3437 из них на Douglas DC-8.

В салоне самолёта работали 7 бортпроводников.

## Хронология событий
Douglas DC-8-43 борт CF-CPK выполнял пассажирский рейс CP402 из Гонконга (на то время принадлежал Великобритании) в Ванкувер с промежуточной посадкой в Токио. В 16:14 JST рейс 402 с 10 членами экипажа и 62 пассажирами на борту вылетел из Гонконга.
К Токио самолёт подошёл на эшелоне FL250 (7600 метров) и в 19:08 начал снижение. В самом Токио в это время метеоусловия были плохими, поэтому снижение производилось только до эшелона FL140 (4250 метров). В 19:42 экипаж сообщил о решении подождать в течение 15 минут улучшения погоды, в противном случае они направятся на запасной аэродром (Тайбэй, Китайская Республика). Вскоре диспетчер в Токио сообщил, что видимость на ВПП составляет 730 метров, после чего дал разрешение на посадку. Однако когда авиалайнер снизился до 914 метров, метеоусловия вновь ухудшились, что вынудило экипаж принять решение уходить на запасной аэродром в Тайбэй.
В 20:05 рейс 402 поднялся уже до высоты 3500 метров, когда токийский авиадиспетчер передал, что видимость на ВПП увеличилась до 914 метров. Далее он передал экипажу указания для другого захода на посадку на ВПП №33R (правая). Заход на посадку выполнялся уже в тёмное время суток. В 1,6 километрах от торца ВПП экипаж допустил снижение на 6 метров ниже глиссады и вскоре получил указание кратковременно задержать снижение. Но рейс CP402 тем не менее продолжил снижение и в 853 метрах от торца ВПП врезался стойками шасси в опору №14 огней приближения; потеряв от удара скорость, лайнер продолжил сбивать другие опоры, а после врезался в волноотбойную стену и загорелся. В катастрофе выжили только 8 пассажиров, остальные 64 человека (все 10 членов экипажа и 54 пассажира) погибли.
На момент событий катастрофа рейса 402 по числу погибших занимала третье место в Японии, пока менее чем через сутки её не превзошла катастрофа Boeing 707 на Фудзи, в которой погибли несколько человек, которые выжили в катастрофе рейса CP402, но по трагическому совпадению оказались на борту разбившегося в этот же день рейса BA911.

## Расследование
По итогам расследования, японская комиссия пришла к заключению, что катастрофа произошла по вине экипажа. Заход на посадку выполнялся в очень сложных метеоусловиях и велика вероятность того, что возникла оптическая иллюзия, что запутало пилотов, в результате чего они допустили снижение самолёта ниже глиссады. В действиях авиадиспетчера никаких ошибок, способных привести к катастрофе, найдено не было.

## Последствия
Катастрофа рейса 402 произошла через 28 дней после катастрофы Boeing 727 авиакомпании All Nippon Airways, в которой погибли 133 человека. А спустя всего 17 часов после катастрофы рейса CP402 (менее чем через 30 минут после вылета из Токио в стороне от горевших обломков DC-8) у горы Фудзи разбился Boeing 707 авиакомпании BOAC; в этой катастрофе погибли 124 человека.
Такая череда авиакатастроф за столь короткий промежуток времени привела к значительному оттоку пассажиров с авиарейсов, а 18 марта японские авиакомпании All Nippon Airways и Japan Air Lines (JAL) были вынуждены заявить о сокращении числа внутренних авиарейсов, особенно между Токио и Осакой (пассажиры предпочитали пользоваться высокоскоростной железнодорожной линией Токайдо-синкансэн).